# بنية الحوسبة السحابية

الصورة توضح نموذج هندسة الحوسبة السحابية

بنية الحوسبة السحابية تشير إلى المكونات الفرعية المطلوبة للحصول على الحوسبة السحابية. هذه المكونات عادة تتكون من (الحاسوب الشخصي، حاسوب معتمد على الخادم، الجهاز المحمول) ، (خوادم، التخزين)، نظام سحابي، وشبكة (الإنترنت والإنترانت، Intercloud). بواسطتها جميعا يتم تشكل بنية الحوسبة السحابية.

## أنظمة العميل السحابية
الحوسبة السحابية أبنية تتألف من الواجهات الأمامية والتي يطلق عليها العملاء. هؤلاء العملاء إما خوادم، حاسوب شخصي، حاسوب معتمد على الخادم، أو الجهاز المحمول. هؤلاء العملاء يتفاعلون مع سحابة تخزين البيانات عن طريق وسيط، عبر متصفح الويب أو الجلسات الإفتراضية.

## التخزين السحابي
شبكة تخزين حيث يتم تخزين البيانات وتكون متاحة إلى العديد من العملاء. سحابة التخزين عموما منتشرة بالأشكال التالية: السحابة العامة، السحابة الخاصة، السحابة المجتمعية المشتركة، أو مزيج من الثلاثة المعروفة أيضا باسم السحابية الهجينة.
من أجل أن تكون فعالة، سحابة التخزين يجب أن تكون خفية، مرنة، قابلة للتطوير، متعددة الإيجار، وآمنة.

## الخدمات السحابية

### البرمجيات كخدمة
فإن البرمجيات كخدمة نموذج ينطوي على مزود السحابة في تركيب وصيانة البرمجيات في السحابة، فالمستخدمين يدخلون البرامج عن طريق المتصفح، دون التعامل مع البرنامج، ككيفية تطويره. أجهزة المستخدمين لا تحتاج إلى تثبيت أي تطبيق-برامج معينة - فالتطبيقات السحابية تشتغل على الخادم (في السحابة). في الماضي، كل عميل كان يشتري ويتم تحميل النسخة الخاصة بهم من التطبيق على أجهزتهم الخاصة، ولكن مع SaaS يمكن الوصول إلى التطبيق من دون تثبيت البرنامج محليا. SaaS عادة ما ينطوي رسوم شهرية أو سنوية.

### المنصة كخدمة
منصة كخدمة هو خدمة الحوسبة السحابية التي توفر للمستخدمين منصات التطبيقات وقواعد البيانات كخدمة. مشابه للmiddleware قديما.

### البنية التحتية كخدمة
البنية التحتية كخدمة هو أخذ الأجهزة الملموسة ونقلها افتراضيا. بعبارة أخرى، الشركات تدفع رسوم (شهريا أو سنويا) لتشغيل الخوادم الافتراضية، شبكات، والتخزين من السحابة. هذا يقلل من الحاجة إلى مركز بيانات والتدفئة والتبريد وصيانة الأجهزة على المستوى المحلي.

## الشبكات السحابية
عموما، طبقة الشبكة السحابية يجب أن تقدم:
- معدل عالي لنقل البيانات

مما يسمح للمستخدمين الوصول بسرعة دون عائق إلى البيانات والتطبيقات.
- مرونة الشبكة

الطلب المتواصل للموارد يتطلب القدرة على التحرك بسرعة وكفاءة بين الخوادم والسحب.
- أمن الشبكة

الأمن دائما مهم، ولكن عندما تتعامل مع multi-tenancy، فإنه يصبح أكثر أهمية لأنك تتعامل مع العديد من العملاء.

## انظر ايضًا
- الحوسبة السحابية
- سحابة التخزين